# Biffen (Aalborg)
Biffen er en biograf i Aalborg. Den åbnede som art cinema i 1989 som et alternativ til byens biografmonopol. Med sine 48 sæder i én sal var den byens mindste biograf. Den drives af Karin Fast i samarbejde med ulønnede billetsælgere og operatører. I 2003 modtog Biffen Nordjyllands amts kulturpris på 100.000 kr.
I juni 2009 flyttede Biffen ind i nyindrettede lokaler i kulturhuset Nordkraft og rummer herefter tre sale med 50 hhv. 50 og 90 pladser samt café i to etager.

## Apparatur
Biffen er blandt blot fire danske biografer, der kan vise film i 70 mm.

## Operatransmissioner
I 2009 introducerede Biffen direkte transmission via internettet af operaforestillinger fra bl.a. La Scala i Milano og Gran Teatre del Liceu i Barcelona. Andre danske biografer har i nogle år tilsvarende vist opera fra The Met i New York.